# Scharendijke

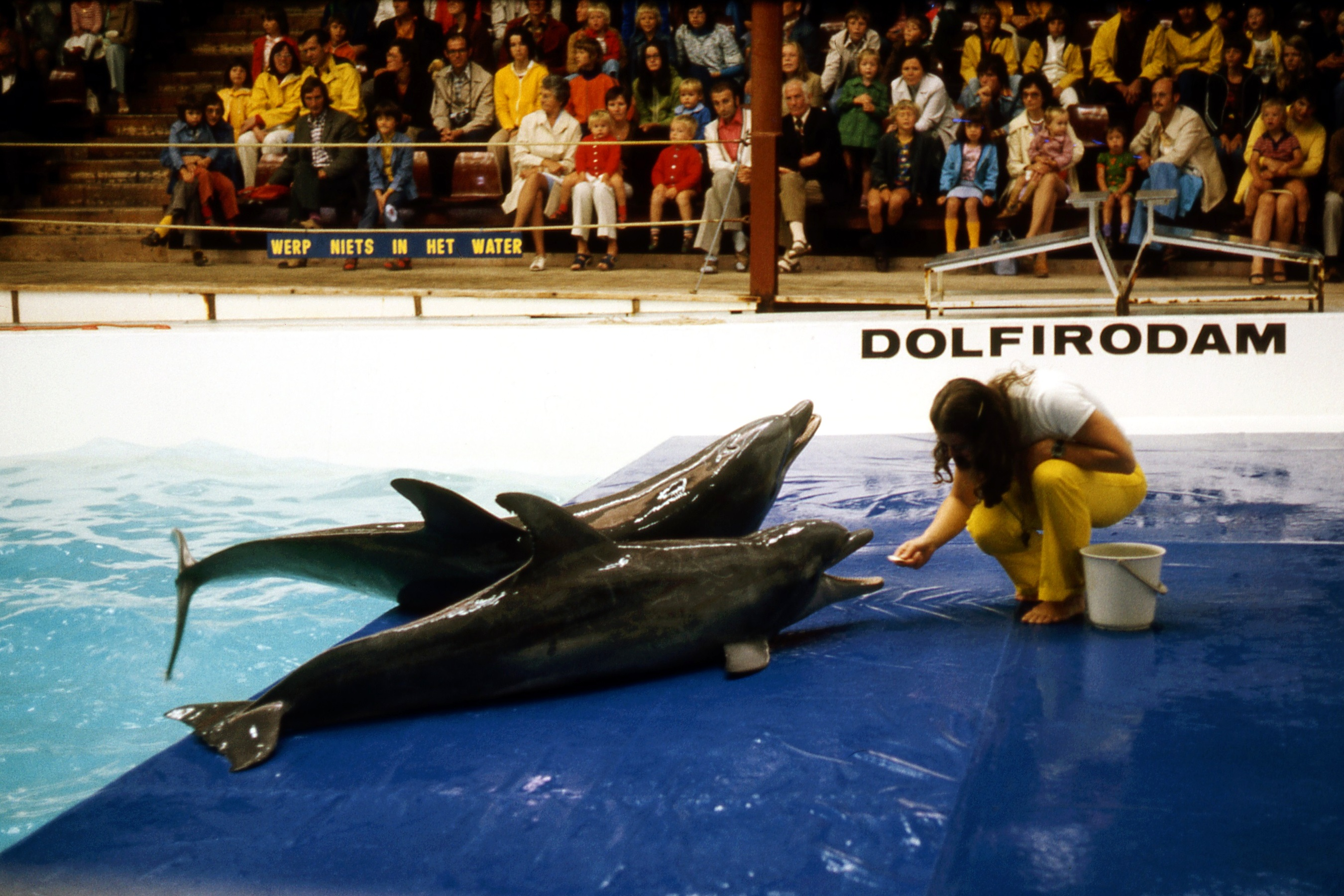
Von 1973 bis 1980 in Betrieb, das Delfinarium Dolfirodam Scharendijke

Scharendijke ist ein Dorf in der niederländischen Provinz Zeeland. Es gehört zur Gemeinde Schouwen-Duiveland und liegt etwas östlich vom Provincialeweg, auf dem Brouwersdam, der die Insel Schouwen-Duiveland über die Insel Overflakkee mit Rotterdam verbindet.
Das Dorf liegt direkt am Grevelingen. Dieses Binnenmeer ist wegen des klaren Wassers ein Taucherparadies. Einige der beliebten Taucherplätze des Grevelingen liegen direkt bei Scharendijke.
Scharendijke bedeute so viel wie Scharedeich (Schar = tiefe Rinne) und ist auf die frühere Führung der Seedeiche zurückzuführen. Diese Deiche weisen seit der Sturmflut von 1906 außerdem als Besonderheit so genannte Muraltmauern, auf der Deichkrone auf.
Das Dorf Scharendijke hatte 2024 1.315 Einwohner. Die Fläche des Ortes beträgt 1,32 km².